# リナス・バルチウナス
リナス・バルチウナス（Linas Balčiūnas、1978年2月14日- ）は、リトアニア・ヨナヴァ出身の自転車競技選手。1999年から2008年までプロ選手として活動した。キャリアの中ではアトランタオリンピックとアテネオリンピックに出場した。